# Адыгейск
Адыге́йск (адыг. Адыгэкъал) — город на юге России, в Республике Адыгея. Административный центр городского округа город Адыгейск, образованного в границах Адыгейского республиканского городского округа.

## География
Город расположен в северо-западной части Республики Адыгея, у юго-западного побережья Краснодарского водохранилища реки Кубань. Находится в 95 км к северо-западу от республиканской столицы Майкоп и в 15 км к юго-востоку от города Краснодар. Площадь территории города составляет — 12,57 км2.
Вдоль западной окраины Адыгейска проходит федеральная автомагистраль М-4 «Дон». Вдоль северной окраины проходит автодорога «79К-СХ» (Энем—Адыгейск—Майкоп). Ближайший международный аэропорт расположен в Краснодаре. В 8 км к югу от города находится ближайшая железнодорожная станция Псекупс, расположенная на Северо-Кавказской железнодорожной линии.
Граничит с землями населённых пунктов: Казазов на севере, Гатлукай на востоке, Псекупс и Кочкин на юге и Четук на западе. На северо-западе к городу примыкают СТ (садоводческие хозяйства) — Адыгея, Дружба, Заря, Здоровье, Коммунальщик, Эльбрус и Юбилейное.
Населённый пункт расположен в равнинной зоне республики. Средние высоты на территории города составляют около 45 метров над уровнем моря. Рельеф местности преимущественно слабо-волнистый, с общим уклоном с юго-запада на северо-восток. Перепады относительных высот незначительны. Центральную часть города занимает большой городской парк.
Гидрографическая сеть представлена реками — Четук (протекающая к западу от города) и Дыш (протекающая к востоку от города). На северо-западе к городу примыкает Краснодарское водохранилище.

## Климат
Климат в городе мягкий умеренный, где важную роль играет близость Чёрного моря. Среднегодовая температура воздуха составляет около +11,5°С, и колеблется от средних +23,5°С в июле, до средних 0,5°С в январе. Минимальные температуры зимой крайне редко отпускаются ниже −10°С, летом максимальные температуры превышают +35°С. Среднегодовое количество осадков составляет около 770 мм. Основная часть осадков выпадает в зимний период и в начале лета.
| Показатель                    | Янв. | Фев. | Март | Апр. | Май  | Июнь | Июль | Авг. | Сен. | Окт. | Нояб. | Дек. | Год  |
| ----------------------------- | ---- | ---- | ---- | ---- | ---- | ---- | ---- | ---- | ---- | ---- | ----- | ---- | ---- |
| Средний суточный максимум, °C | 3,5  | 4,2  | 8,4  | 16,4 | 21,7 | 25,4 | 28,0 | 27,5 | 22,6 | 16,1 | 10,3  | 5,8  | 15,8 |
| Средняя температура, °C       | 0,3  | 0,8  | 4,5  | 11,8 | 17,0 | 20,8 | 23,3 | 22,7 | 17,8 | 11,7 | 6,8   | 2,8  | 11,7 |
| Средний суточный минимум, °C  | −2,9 | −2,5 | 0,4  | 7,2  | 12,3 | 16,2 | 18,7 | 18,0 | 13,0 | 7,3  | 3,4   | −0,2 | 7,5  |
| Норма осадков, мм             | 73   | 55   | 56   | 56   | 67   | 79   | 58   | 59   | 50   | 52   | 73    | 84   | 762  |

## Этимология
Возник в 1970-х годах как посёлок строителей Краснодарского водохранилища и был назван Адыгейск по этнониму народности, на земле которой велась стройка. В 1976 году переименован в город Теучежск в честь народного поэта-ашуга Цуга (Тагира)Теучежа. В 1990 году городу возвращено первоначальное название Адыгейск.

## История
В 1967 году было утверждено решение о строительстве крупного водохранилища, вдоль левобережья реки Кубань, чуть выше города Краснодар. В соответствии с распоряжением Совета Министров СССР от 22.06.1967 года № 1737-р, Краснодарский крайисполком решением от 25.10.1967 года № 743 утвердил общее положение, которое определило порядок переселения населения из чаши водохранилища. В результате полностью было затоплено 12 населённых пунктов и частично 10 поселений.
Рабочий посёлок Адыгейский был основан в 1969 году для проживания жителей аулов и хуторов, затопленных при сооружении Краснодарского водохранилища. В новообразованный посёлок были переселены большинство жителей из затопленных аулов — Лакшукай, Ленинахабль, Новый Казанукай, Старый Казанукай, Нечерезий, Шабанохабль, Шаханчериехабль, Новый Эдепсукай, Старый Эдепсукай, а также посёлков Курго, Кармалино и Маяк. Из 4195 переселяемых семей в новый посёлок было переселено 1957 семей.
27 июля 1976 года рабочему посёлку Адыгейский был присвоен статус города и переименован в город Теучежск, в честь адыгского народного поэта-ашуга Цуга Теучежа.
В апреле 1981 года город Теучежск избран административным центром Теучежского района.
26 сентября 1990 года Указом Президиума Верховного Совета РСФСР город Теучежск обратно переименован в Адыгейск.
В 2000 году после административно-территориального преобразования Теучежского района, Адыгейск был выведен из его состава и наделён статусом города республиканского значения.
В 2001 году в административное ведение города Адыгейск были переданы аул Гатлукай и хутор Псекупс.
Наделён статусом городского округа Законом Республики Адыгея от 01.12.2004 года № 270 «О муниципальном образовании „Город Адыгейск“, наделении его статусом городского округа и установлении его границ».

## Население
| 1979    | 1989    | 1992    | 1998    | 2000    | 2001    | 2002    | 2003    | 2005    | 2006    |
| ------- | ------- | ------- | ------- | ------- | ------- | ------- | ------- | ------- | ------- |
| 9684    | ↗12 548 | ↗12 600 | →12 600 | ↘12 400 | ↘12 300 | ↘12 209 | ↘12 200 | →12 200 | →12 200 |
| 2007    | 2008    | 2009    | 2010    | 2011    | 2012    | 2013    | 2014    | 2015    | 2016    |
| ↗12 300 | →12 300 | ↘12 205 | ↗12 237 | ↘12 200 | ↗12 368 | ↗12 444 | ↗12 481 | ↗12 659 | ↗12 689 |
| 2017    | 2018    | 2019    | 2020    | 2021    | 2023    | 2024    | 2025    |         |         |
| ↗12 701 | ↗12 745 | ↘12 728 | ↘12 721 | ↗13 175 | ↗13 191 | ↗13 224 | ↗13 247 |         |         |

Плотность: 1053.86 чел./км².
На 1 января 2025 года по численности населения город находился на 825-м месте из 1124 городов Российской Федерации.
Национальный состав
По данным Всероссийской переписи населения 2010 года:
| Народ      | Численность, чел. | Доля от всего населения, % |
| ---------- | ----------------- | -------------------------- |
| адыги      | 9 615             | 78,57 %                    |
| русские    | 2 120             | 17,32 %                    |
| другие     | 311               | 2,54 %                     |
| не указано | 191               | 1,57 %                     |
| всего      | 12 237            | 100,0 %                    |

По итогам переписи населения 2020 года проживали следующие национальности (национальности менее 0,2 % и другое см. в сноске к строке «Другие»):
| Национальность  | Численность, чел. | Доля     |
| --------------- | ----------------- | -------- |
| адыги (черкесы) | 10 834            | 82,23 %  |
| русские         | 1 788             | 13,57 %  |
| армяне          | 51                | 0,39 %   |
| лезгины         | 35                | 0,27 %   |
| Другие          | 467               | 3,54 %   |
| Итого           | 13 175            | 100,00 % |

Половозрастной состав
По данным Всероссийской переписи населения 2010 года:
| Возраст     | Мужчины, чел. | Женщины, чел. | Общая численность, чел. | Доля от всего населения, % |
| ----------- | ------------- | ------------- | ----------------------- | -------------------------- |
| 0 — 14 лет  | 1 050         | 1 008         | 2 058                   | 16,8 %                     |
| 15 — 59 лет | 3 860         | 4 370         | 8 230                   | 67,3 %                     |
| от 60 лет   | 754           | 1 195         | 1 949                   | 15,9 %                     |
| Всего       | 5 664         | 6 573         | 12 237                  | 100,0 %                    |

- Мужчины — 5 664 чел. (46,3 %). Женщины — 6 573 чел. (53,7 %).
- Средний возраст населения: 37,6 лет. Медианный возраст населения: 36,9 лет.
- Средний возраст мужчин: 35,6 лет. Медианный возраст мужчин: 34,4 лет.
- Средний возраст женщин: 39,3 лет. Медианный возраст женщин: 39,1 лет.

## Территориальное деление
Город Адыгейск делится на 2 внутригородских округа:
- Восточный округ
- Западный округ

Округа города не являются муниципальными образованиями.

## Образование
| Образовательное учреждение                                       | Тип учреждения | Адрес                      |
| МБДОУ Начальная школа Детский Сад №1 «Дюймовочка»                | начальное      | ул. Мира, 1.               |
| МБДОУ Начальная школа Детский Сад №2 «Василёк»                   | начальное      | ул. Горького, 2.           |
| МБДОУ Начальная школа Детский Сад №3 «Созвездие»                 | начальное      | ул. Первомайская, 17.      |
| МБДОУ Начальная школа Детский Сад №4 «Чебурашка»                 | начальное      | ул. Дружбы, 3.             |
| МБДОУ Начальная школа Детский Сад №5 «Сказка»                    | начальное      | ул. Чайковского, 6.        |
| МБДОУ Начальная школа Детский Сад №6 «Нэбзый»                    | начальное      | пр-кт Центральный, 11 «а». |
| МБОУ Средняя общеобразовательная школа № 1                       | среднее        | пр-кт. Ленина, 16.         |
| МБОУ Средняя общеобразовательная школа № 2 «имени Х.Я. Беретаря» | среднее        | пр-кт. Ленина, 30 «а».     |
| МБОУ Средняя общеобразовательная школа № 3 «имени Ю.И. Тлюстена» | среднее        | ул. Пушкина, 15.           |
| МБОУДО Детско-юношеская школа «имени А.А. Джамирзе»              | дополнительное | пр-кт. Ленина, 28.         |
| МБОУДО Детская школа искусств                                    | дополнительное | пр-кт. Ленина, 21.         |
| МБОУДО Центр дополнительного образования «Юта»                   | дополнительное | пр-кт. Ленина, 29 «б».     |

## Здравоохранение
- ГБУЗ Адыгейская межрайонная больница «имени К.М. Батмена» — ул. Пролетарская, 4.
- Городская поликлиника городского округа Адыгейск.

## Культура
- МБУК Центр Народной культуры — пр-кт. Ленина, 21.
- МБУК Централизованная библиотечная система — пр-кт. Ленина, 21.
- МБУК Краеведческий музей — пр-кт. Ленина, 21.
- МБУК «Киносеть» — пр-кт. Ленина, 31.

Средства массовой информации
- Издаётся еженедельная городская газета «Единство»[34][35], тиражируемая на территории городского округа и освящающая события, происходящие в нём.

## Религия
На территории города действуют две мечети.

## Экономика
Доминирующее положение в экономике города занимает обрабатывающая промышленность, её доля в общем объёме промышленного производства составляет 94 %. Наибольшее развитие получили производство безалкогольных напитков — 83 % и химическое производство — 7 %.
Основу промышленного потенциала города составляют предприятия:
- ООО «Краснодарзернопродукт» (производство муки)
- ООО «Адыгейский молочный завод» (производство молока и молочной продукции, в том числе сыра (адыгейский))
- ООО «Дэрмэн» (производство хлебобулочных и кондитерских изделий),
- ООО «Экстра» (производство молочных продуктов и адыгейского сыра),
- ООО «Мрамор» (выпуск безалкогольных напитков),
- ООО Пивобезалкогольный завод «Асбир» (производство пива и безалкогольных напитков),
- филиал Вологодского завода СКДМ (производство металлических конструкций для домостроительства, быстровозводимых зданий малой этажности),
- ООО «Перлит» (производство искусственного корунда),
- ООО «Апэас» (швейное производство),
- ООО «Нефтехим» (реализация нефтепродуктов)[36].

## Транспорт
Город имеет регулярное маршрутное сообщение с городами Майкоп, Краснодар и Горячий Ключ, а также с населёнными пунктами Теучежского района.
| С-З | Темрюк ~ 180 км Краснодар ~ 15 км       |             | Усть-Лабинск ~ 70 км Кропоткин ~ 160 км | С-В |
| З   | Анапа ~ 170 км Новороссийск ~ 160 км    | Роза ветров | Курганинск ~ 140 км Армавир ~ 190 км    | В   |
| Ю-З | Геленджик ~ 160 км Горячий Ключ ~ 30 км |             | Белореченск ~ 75 км Майкоп ~ 95 км      | Ю-В |

## Улицы
На территории города зарегистрировано 2 проспекта, 62 улицы и 2 территории.

## Топографические карты
- Лист карты L-37-115 Теучежск. Масштаб: 1 : 100 000. Состояние местности на 1985 год. Издание 1988 г.